# Coulee Dam
Coulee Dam – miasto w Stanach Zjednoczonych, w stanie Waszyngton, w hrabstwie Douglas.